# Култура Аустралије
Од 1788. па све до средине 20. века, англо-келтска културна традиција била је основ аустралијске културе и развијала се под утицајем специфичног окружења и култура староседелаца. Током последњих 50 година, аустралијска култура се развијала под снажним утицајем америчке поп културе (телевизије и филма пре свега), масовне емиграције из земаља неенглеског говорног подручја и азијских суседа. Богата и оригинална аустралијска уметност — књижевност, филм, опера, музика, сликарство, позориште, плес и занати — позната је и призната широм света.
Аустралија има дугу историју ликовних уметности, коју су зачели аустралијски домороци, цртајући по пећинским зидовима или на кожи. Од доласка Европљана крајем 18. века, најчешћи мотив аустралијског сликарства је аустралијски пејзаж, виђен у радовима Артура Стретона, Артура Бојда и Алберта Наматџире, између осталих. Традиција староседелаца углавном је преношена усмено и у уској је вези са обичајима и предањима о тзв. правремену (Dreamtime). Музика аустралијских Абориџина, њихов плес и сликарство, видљиво утичу на савремену ликовну и сценску уметност. Аустралија има живу традицију у музици, балету и позоришној уметности; многе позоришне трупе се финансирају из федералног буџета, преко Аустралијског Савета. Сваки главни град има симфонијски оркестар, док је Аустралијска опера постала позната са чувеном дивом Џоан Сатерленд; аустралијска музика обухвата класичну, џез, и многе популарне жанрове.
И аустралијска књижевност је инспирисана окружењем; дела писаца попут Банџоа Петерсона и Хенрија Лоусона доносе упечатљив доживљај аустралијске дивљине. Обележја колонијалне Аустралије, отелотворена у раној књижевности, разлежу се до периода модерне Аустралије, наглашавајући идеје једнакости, повезаности међу људима (тзв. mateship) и антиауторитаријанизма. Патрик Вајт је једини Аустралијанац који је 1973. добио Нобелову награду за књижевност; многи га сматрају једним од најзначајнијих писаца на енглеском језику у 20. веку. Аустралијски енглески је основна варијанта енглеског језика; његова граматика и изговор углавном се базирају на британском енглеском, али је обогаћен бројним локалним лексичким правилима и фразама, од којих су неке ушле и у стандардни енглески.
Аустралијски фудбал настао је у Викторији касних педесетих година 19. века, а игра се како на аматерском, тако и на професионалном нивоу. Реч је о спорту који привлачи највећу пажњу публике у Аустралији; утакмице су веома посећене, а члансто у клубовима масовно.
Аустралија има два јавна сервиса (Еј Би Си и вишејезични Ес Би Ес - који емитује и на српском језику), три комерцијалне телевизијске мреже, неколико претплатничких ТВ сервиса, и бројне јавне, непрофитне телевизијске и радио станице. Аустралијска филмска индустрија доживела је критички и комерцијални успех. Сви већи градови имају дневне новине, а на нивоу целе земље излазе два дневна листа, Острелијан (енгл. The Australian) и Острелијан фајненшел ривју (енгл. The Australian Financial Review). Према подацима Репортера без граница, Аустралија је 2006. била на 35. месту на листи земаља по слободи медија, иза Новог Зеланда (19) и Уједињеног Краљевства (27), али испред Сједињених Држава. Овако ниска позиција последица је ограничења у погледу могућности приватног власништва над медијима у Аустралији; заправо, већина аустралијских штампаних медија су под контролом Њуз корпорејшна, односно Ферфакс мидија.
Спорт је важан део аустралијске културе. Специфична клима допушта бројне спољне делатности; 23,5% Аустралијанаца старијих од 15 година редовно учествује у организованим спортским активностима. На међународном нивоу, Аустралија има јаке тимове у крикету, хокеју, нетболу (игра слична кошарци), рагбију, а добре резултате остварује и у бициклизму, веслању и пливању. Други популарни национални спортови су аустралијски фудбал, трке коња, фудбал и аутомобилизам. Аустралија је учествовала на свим Летњим олимпијским играма новог доба, као и на сваким Комонвелтским играма. Била је домаћин Летњих олимпијских игара 1956. у Мелбурни и 2000. у Сиднеју, а од 2000. године налази се међу првих пет олимпијских земаља у односу на број освојених медаља. Аустралија је такође била домаћин Комонвелтских игара 1938, 1962, 1982. и 2006. У остале значајне међународни спортске догађаје који се редовно организују у Аустралији спадају Отворено првенство Аустралије, први од четири гренд слем тениска турнира, годишње међународни турнири у крикету и Велика награда Аустралије у формули један. У Аустралији је уобичајено да влада или компаније стипендирају успешне спортисте. Телевизијски преноси спортских такмичења су веома популарни; у најгледаније телевизијске програме спадају Летње олимпијске игре и финала домаћих или међународних фудбалских такмичења (аустралијског, односно европског фудбала).